# スカフタフェットル国立公園

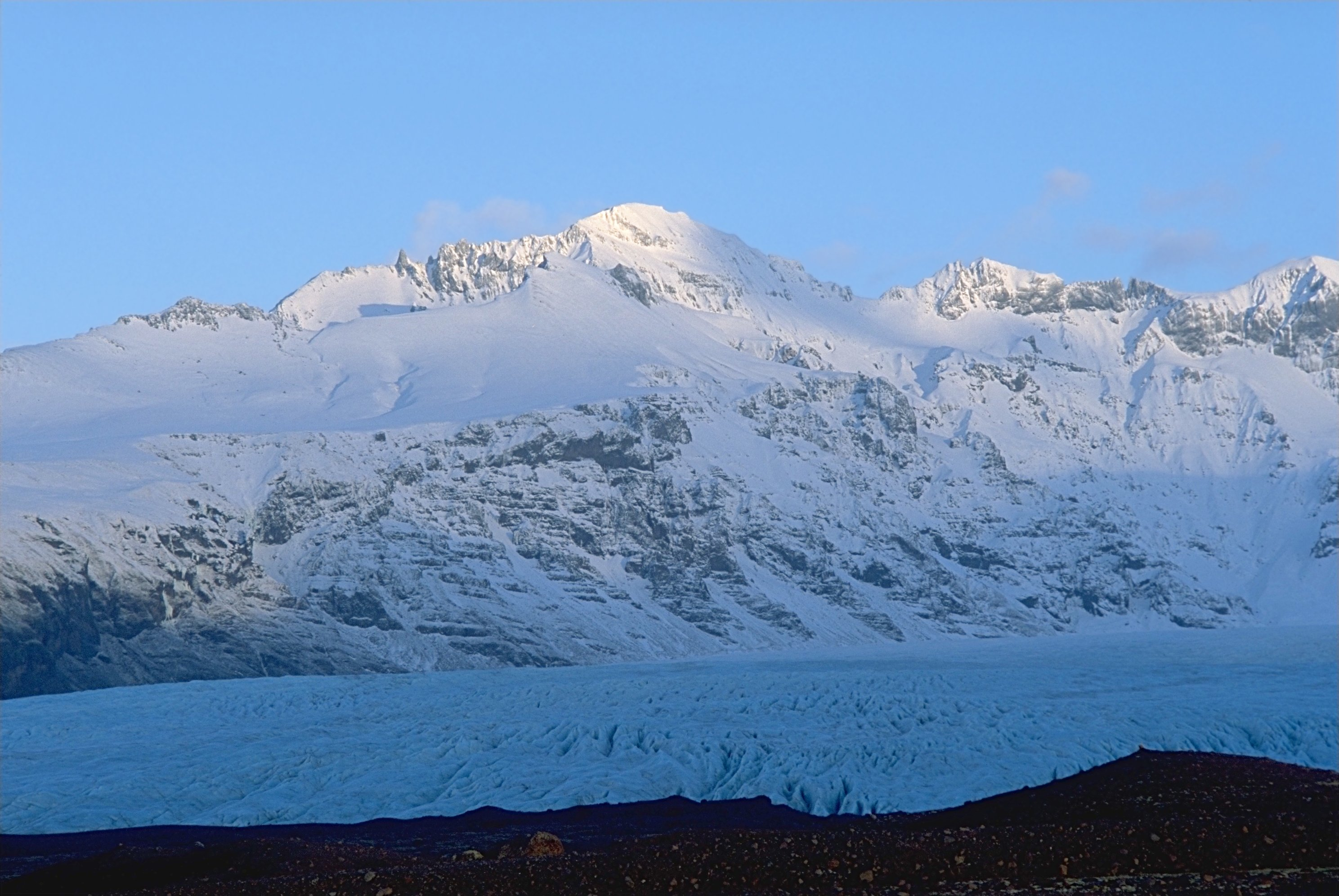
朝焼けの氷山

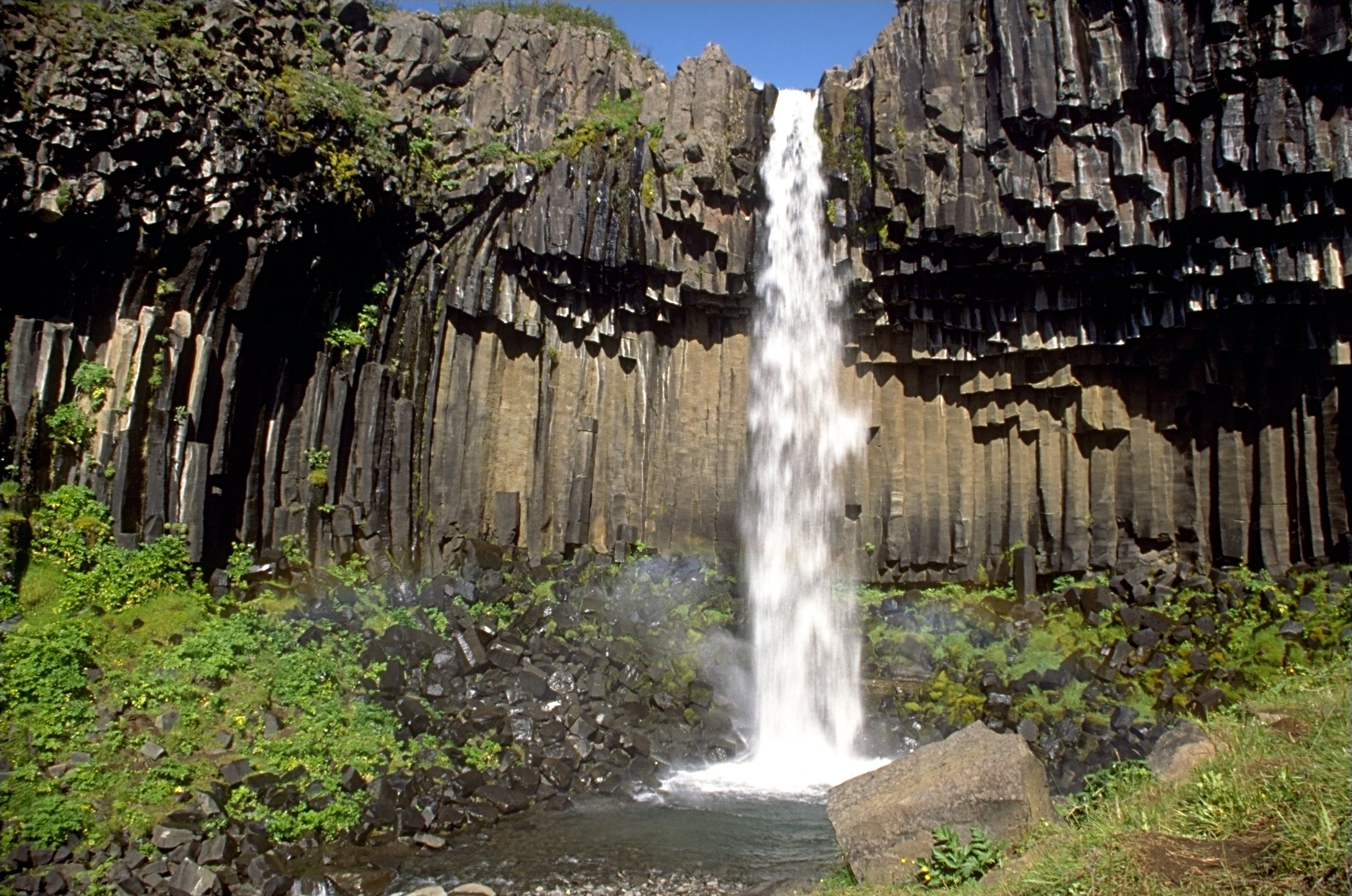
スヴァルティフォスの滝

スカフタフェットル国立公園（スカフタフェットルこくりつこうえん）はかつてアイスランド南東部にあった国立公園である。
公園内にはヨーロッパ最大の氷河ヴァトナヨークトル氷河やアイスランドの最高峰クヴァンナダルスフニュークル山などを含む。
2008年6月7日にヨークルスアゥルグリューフル国立公園と統合され、現在はヴァトナヨークトル国立公園の一部である。

## 地質
スケイザルアゥ川は氷河性河流扇状地 (ザンドル) なために1974年に国道1号線開通するまで最後まで分断された地域である。2009年に橋が架けられた地点では流れが止まってしまい、代わりに氷河の前から西へと流れ、東側の長い橋の下を流れる川の水量は以前に比べて減少した。

## 歴史
1362年、エーライヴァヨークトルの噴火により、地域は壊滅し後に「荒れ地」を意味するエーライバ氷河と名付けられた。

## 植生
羊の放牧を止めたことにより植生に大きな変化をもたらした。セイヨウトウキ、アンゼリカ、ハマエンドウ、イトシャジン、ユキノシタが見られる。

## 野生生物
- 鳥類：カラス、コチョウゲンボウ、サバクヒタキ、ユキホオジロ、ワキアカツグミ、ベニヒワ、ミソサザイ、シギ、ライチョウが見られ、高地ではヨーロッパムナグロやマキバタヒバリが見られる。
- 哺乳類：ホッキョクギツネやミンクが見られる。

## 観光
キャンプ場は5月1日から9月30日まで開場しているが、公園の職員の許可を得れば期間外のキャンプが可能である。